# Premio Roc Boronat
El Premio Roc Boronat de narrativa es un premio literario en lengua catalana convocado por la ONCE. Los objetivos de este concurso literario, que la ONCE convoca desde 1999, son apoyar y estimular los escritores y poetas en catalán y fomentar la creación literaria en esta lengua entre las personas con discapacidad visual. Consta de una modalidad en prosa abierta a personas de más de 18 años (incluidas aquellas con ceguera o discapacitado visual grave). La obra ganadora la publica el sello Amsterdam de la editorial SOM Ara Llibres y recibe un premio económico de 6.000 € y una escultura con placa grabada. En la modalidad de prosa exclusiva para personas ciegas o con discapacidad visual grave, a partir de 16 años, la obra ganadora se premia con 900 € y una escultura con placa grabada.

## Ganadores
- 1999 — Trenc d'alba. Víctor Gayà[4]
- 2000 — Marfuga. Germán Maeztu
- 2001 — Masurca de Praia. Jaume Benavente[5]
- 2002 — El so inaudible de les estrelles. Àlvar Masllorens
- 2003 — El darrer hivern: George Sand i Frederic Chopin. Miquel López Crespí
- 2004 — La mesura de les coses. Miquel Àngel Vidal[6]
- 2005 — Memòries d'un nen golut. Ignasi Riera[7]
- 2006 — Àcrates. Juli Alandes[8]
- 2007 — Or cremat. Francesc Llinàs[9]
- 2008 — Pares i fills. Lluís Vilarrasa[10]
- 2009 — Jim. Magí Sunyer[11]
- 2010 — El primer dia de les nostres vides. Teresa Roig[12]
- 2011 — Setembre a Perugia. David Nel·lo[13]
- 2012 — La mala reputació. Bel Olid[14]
- 2013 — Casino de Santa Isabel. Gemma Freixas[15]
- 2014 — Esborraràs les teves petjades.. Xevi Sala[16]
- 2015 — Grans abans d'hora. Agustí Vilar[17]
- 2016 — La ràbia. Lolita Bosch
- 2017 — Matèria grisa. Teresa Solana[18]
- 2018 — Els llits dels altres. Anna Punsoda[19]
- 2019 — Els bons dies. Rafael Vallbona[20]
- 2020 — Y. Violeta Richart[21]